# رايان فليتشر
رايان فليتشر (بالإنجليزية: Ryan Fletcher)‏ هو ممثل بريطاني، ولد في 5 نوفمبر 1993 في المملكة المتحدة.

## وصلات خارجية
- رايان فليتشر على موقع IMDb (الإنجليزية)
- رايان فليتشر على موقع قاعدة بيانات الفيلم (الإنجليزية)